# Axis Records
Axis Records, auch Axis Records LLC ist ein Musiklabel aus Miami Beach, Florida in den Vereinigten Staaten, welches im Jahr 1992  von Jeff Mills in New York gegründet wurde und ausschließlich innerhalb des Genres Techno tätig ist.

## Geschichte
Die Gründung des Musiklabels Axis Records durch den Musikproduzenten Jeff Mills als alleinig Verantwortlicher erfolgte im Jahre 1992 in New York, gefolgt von der Eröffnung einer Dependance in Detroit, Michigan im darauffolgenden Jahr 1993, die jedoch bereits kurze Zeit später ihrer Schließung im Jahr 1994 entgegensah. In zeitlichem Zusammenhang verlegt Axis seinen Hauptgeschäftssitz von New York nach Chicago, Illinois. Die experimentellen musikalischen Imprints Luxury Records, Running Records entstanden, aus denen letztendlich Purpose Maker als erstes Sublabel des Unternehmens hervorging. Im Folgenden spezialisiert sich Axis zunehmend, sodass weitere strukturelle Verästelungen, zum einen zugeschnitten auf spezifischere Musikgenres und zum anderen die individuelle Stilrichtung der beteiligten Musiker in den Fokus rückend, sich bildeten. Nach langer und wechselvoller Unternehmensgeschichte feiert Axis Records im Jahr 2017 sein 25-jähriges Firmenjubiläum und bezieht hiernach die Räumlichkeiten seiner aktuellen Wirkungsstätte in Miami Beach, Florida.

## Musikschaffende
30drop, The Beneficiaries, Byron The Aquarius, Carl Cox, Rolando, Surgeles, Elektrabel, H&M, Hieroglyphic Being, Jfff Mills, Petar Dundov, Richie Hawtin, Robert Hood, Spiral Deluxe, Sub Space, The Vision, Claude Young, Dimi Angélis, DVS1, Inner Sanctum, Jonas Kopp, Rod20, Tadeo, Terrence Dixon, Ben Gibson, Counterpart, Jeroen, Johannes Volk, Zachary Lubin, Mitch Walcott, Derrick May